# Kati Bellowitsch
Katharina Bellowitsch vagy Kati Bellowitsch (Graz, 1974. június 13. –) osztrák műsorvezető, az ORF csatorna munkatársa.

## Élete
Általános iskolai tanár végzettsége van, bár 1996-ban egy stájerországi kereskedelmi rádiónál látott először munkához. 2000 óta pedig az ORF-nél dolgozik, ahol mind a Hitradio Ö3 és mind a gyermekcsatorna munkatársa is. A Forscherexpress és a  Drachenschatz című gyerekműsorok műsorvezetője Thomas Brezina, íróval.
2010-ben ő vezette a Bécsi Operabált.
2011 óta, mióta Ausztria visszatért az Eurovíziós Dalfesztiválra, azóta ő a pontbejelentő a versenyeken. Több kommentátor megjegyezte, hogy nagy a hasonlóság Céline Dion vagy Jennifer Aniston és közte. A 2014-es Eurovíziós Dalfesztiválon álszakállban jelentette be Ausztria pontjait, lévén, hogy hazájuk indulója a szakállas nőként elhíresült Conchita Wurst volt, aki végül meg is nyerte a versenyt.
Kati Bellowitsch egy gyermek édesanyja.

## Műsorai
- Antenne Steiermark
- Az Eurovíziós Dalfesztivál ausztriai pontbejelentője (2011, 2012, 2013, 2014, 2015, 2016, 2018)
- Forscherexpress
- Confetti Tivi